# ジュゼッペ・ザンボーニ
ジュゼッペ・ザンボーニ（英: Giuseppe Zamboni、1776年6月1日 - 1846年7月25日）は、イタリアのローマカトリック教会の司祭であり物理学者であり、ボルタ電池に似た初期の電池であるザンボーニ電池を発明した。

## 概要
永久運動はザンボーニにとって特に興味深く、このテーマは彼の研究の多くに貫かれている。ここで彼の弁護として、当時はエネルギー保存の原理は知られておらず、乾いた蓄電池は無尽蔵の電気エネルギー源と思われていた事もあった。
ザンボーニの蓄電池は、その改良された設計と建設方法のおかげで、それ以前に建設された他の蓄電池よりも強力で永続的な効果があった。ここで記録しておく価値があるのは、紙の吸湿性と空気中の水分を引き付ける紙の吸収力により、紙のディスクに含まれる水分を除けば、蓄電池は実際には「乾いた」ということである。これは、携帯用に設計された通常の現代のセルやバッテリーの意味で「乾いた」わけではなく、電解質が単にゲル化して硬くなっているか、多孔質膜に保存されて安定化されているだけである。
バイエルン科学人文アカデミー、国立科学アカデミー、ロンバルド＝ヴェネト研究所など、多くの学術団体の会員であった。 
1822年にパリに旅行し、アンドレ＝マリー・アンペール、フランソワ・アラゴ、オーギュスタン・ジャン・フレネルなど、当時の著名な科学者たちと親交を深め、フランス科学アカデミーで講義を行った。アレッサンドロ・ボルタとは生涯にわたる友人であり文通相手で、同時代人から非常に尊敬されていた。これは、1846年7月25日にヴェローナで死去した後に出版された追悼文からも明らかである。

### 略歴
- 1776年6月1日に北イタリアアルブッツァーノに生まれた。最初ヴェローナ神学校で学び、最終的に修道院長の称号を得る資格のある教会資格を取得したが、この学業を終えると、当時ヴェローナ大学と考えられていたサン・セバスティアーノ市立学校の哲学科に応募し、その職を獲得した。物理学の研究を始めることを決意し、最終的に哲学科の職を辞し、資格を取得した。
- 1805年に物理学の教授となり、ヴェローナ王立古典学校で教鞭をとった。その後、彼は当時は物理学の単なる一分野に過ぎなかった電気という主題に興味を持つようになり、その最初の著作は「乾式電気杭について」と題された。
- 1812年にヴェローナで出版された。これはザンボーニが乾式電気杭を主題として書いた多くの著作の最初のものでもあった。長時間にわたって軽い振り子を動かすことができる杭を考案することができた。振り子は、並んで置かれた2つの杭の反対の電荷を持つ極の間に取り付けられ、交互に生じる引力と反発力によって振動した。この「電動永久振り子」の説明は、1812年12月と翌年1月にルイジ・ヴァレンティーノ・ブルニャテッリのGiornale di fisicaに掲載されてから、広く出版された。
- 1814年、ザンボーニは振り子を改良し、世界初の電気時計の1つを作成した。
- 1815年、彼は自分の装置をロンドン王立協会に提出した。
- 1815年1月の装置は、王立協会の報告書で説明されている。この装置については、サー・ジョセフ・バンクスからフランシス・ロナルズへの手紙の中で言及されている。
- 1820年ロナルズはのグランドツアー中にヴェローナにあるザンボーニの研究所を訪れた。
- 1858年にも再び訪れて15年間動き続けていた時計を鑑賞した。

## 発明
1812年に発明したドライパイル（電解質を使用しない電池）の改良版で物理学者の間で知られている。ドライパイルは、片面に亜鉛箔、もう片面に二酸化マンガンを塗布した多数の紙の円盤で構成されており、紙の水分が導体として機能しる。
多数のこのようなディスクをガラス管の中で押し付けると、通常の検電器の葉を偏向させるのに十分な起電力が得られる。 電極の端子ノブを互いに近づけ、その間に軽い真鍮のボールを吊るすことで、ザンボニは静電時計と呼ばれるものを考案した。 この装置は、ノブの間で振動するボールが振り子のように見えることからそのように名付けられた。
オックスフォード大学クラレンドン研究所のオックスフォード電気ベル実験では、そのような杭であると考えられるものの端末にベルが取り付けられており、1840年に装置が設置されて以来、鳴り続けている。ザンボニー杭は仮説上の永久機関ではないことに注意する必要があり、亜鉛が完全に酸化されるかマンガンが枯渇すると、すべての動作が最終的に停止する理由である。

## 著作
「新しいガルバノメトロの説明」（ヴェネツィア、1833年）。
ザンボニの主な著作には以下のものがある。
- 『乾電池について』（1812年）
- 『永久電動機』（1820年）
- 『新しいガルバノメーターの記述』（1833年）

これらの著作は、電気学の発展に寄与し、後の研究者たちに影響を与えた。

## 参照
- ローマカトリックの科学者聖職者リスト